# Barbus bynni
Barbus bynni е вид лъчеперка от семейство Шаранови (Cyprinidae). Видът не е застрашен от изчезване.

## Разпространение и местообитание
Разпространен е в Египет, Еритрея, Етиопия, Кения, Уганда и Южен Судан.
Обитава сладководни басейни и реки.

## Описание
На дължина достигат до 82 cm.
Продължителността им на живот е не повече от 16,3 години.